# Henry Hall (saut à ski)
Pour les articles homonymes, voir Henry Hall et Hall.
Henry Hall, né le 27 février 1893 et mort le 17 avril 1986, est un sauteur à ski américain.
Il a réalisé à deux reprises le record du monde de saut à ski. Il a remporté en 1916 le championnat des États-Unis de saut à ski.

## Biographie
Né à Ishpeming de parents immigrés norvégiens, il débute avec ses cinq frères très tôt le ski. À 17 ans, il établit le record d'Ironwood Hill.
Il remporte en 1916 le championnat des États-Unis de saut à ski. L'année suivante, lors du festival de ski de Steamboat Springs , il réalise 203 pieds soit onze pieds du mieux que le précédent record du monde tenu par Ragnar Omtvedt,. L'année suivante, toujours lors du festival de ski de Steamboat Springs, il tente de battre son record mais il échoue en raison des conditions météorologiques. Il part ensuite combattre lors de la Première Guerre mondiale,.
Le record est battu par Anders Haugen en 1919 et en 1920 sur Haugen Hill (en),. En 1921, Henry Hall réalise à nouveau le record du monde avec un saut à 229 pieds réalisé sur le tremplin Nels Nelsen.

## Résultats
- Championnat des États-Unis de saut à ski
  - Il a remporté le titre en 1916.

En 1967, il est introduit au Mémorial américain du ski.

## Héritage
Chaque année, le Steamboat Springs Winter Sports Club (en) remet la Coupe Henry Hall à un jeune espoir du club.